# Tout spliques étaient les Borogoves
Pour plus de détails, voir Fiche technique et Distribution.
Tout spliques étaient les Borogoves est un film de télévision de science-fiction réalisé par Daniel Le Comte en 1970, d'après la nouvelle Mimsy Were the Borogoves (en français : Tout Smouales étaient les Borogoves) écrite en 1943 sous le pseudonyme de Lewis Padgett (le titre anglais de cette nouvelle est lui-même tiré d'un vers du poème Jabberwocky  de Lewis Carroll).
Le téléfilm a été diffusé le soir du dimanche 6 septembre 1970 sur la 2e chaîne de l’ORTF.

## L'histoire
Philippe et Sylvie vivent dans un hôtel de montagne tenu par leurs parents. À la sortie de l’école, Philippe découvre dans la neige une mystérieuse boîte métallique, qui semble littéralement tombée du ciel. Il en extirpe toutes sortes d’objets merveilleux et mystérieux qu’il va partager avec sa sœur. Ensemble, ils commencent alors une recherche tâtonnante autour de ces jouets insolites, créant dans leur chambre un réseau labyrinthique complexe qui fonctionne comme une porte sur l’ailleurs...

## Fiche technique
- Réalisation : Daniel Le Comte
- Adaptation et dialogue : François-Régis Bastide, Daniel Le Comte et Marcel Schneider, d’après la nouvelle Mimsy Were the Borogoves de Lewis Padgett
- Décors : François Comtet et Alain Dejardin
- Directeur de la photographie : Jean-Marie Maillois
- Costumes : Huguette Chasseloup
- Présentation de Marcel Brion, de l’Académie française
- Durée : 85 minutes

## Distribution
- Eric Damain : Philippe
- Laurence Debia : Sylvie
- Jean-Roger Caussimon : le docteur Rennert
- Pierre Didier : Jean-Loup
- Muse Dalbray : la grand-mère de Jean-Loup
- Madeleine Ozeray : Mlle Jeandubon
- Malka Ribowska : Mme Thérazeau
- William Sabatier : M. Thérazeau
- Georges Montax : Duru
- Jean Rupert : le portier
- Jenny Doria : une touriste
- Yvon Sarray : le professeur
- Max Desrau : le présentateur

## Critique
Georges Hilleret dans Télé 7 jours : 

« On peut dire, d'une manière générale, que le plus grand soin avait présidé à l'élaboration et à la réalisation de cette œuvre, dont tous les effets avaient été pesés au millimètre. Sur une idée jolie mais, il faut bien l'avouer, assez conventionnelle - à savoir que le monde enfantin est différent de celui de l'adulte et qu'il peut entrer tout naturellement en communication privilégiée avec des forces secrètes - les auteurs ont voulu bâtir une histoire fantastique. Seulement, on a bien l'impression que les auteurs, en leur for intérieur, ne croient pas un seul instant à la réalité du merveilleux. Lorsque le Chat de Perrault enfile ses bottes enchantées, il franchit sept lieues d'un coup, tout naturellement et sans explication. Nous sommes émerveillés. Dans le cas de "Tout spliques" on cherche à toute force, et à chaque instant à justifier les "pourquoi" et les "comment", par le biais d'un psychanalyste bavard - incarnation moderne du confident classique - et le merveilleux se trouve impitoyablement gommé au fur et à mesure du déroulement du récit. Impossible de rêver à l'aventure du petit garçon - remarquablement campé par le petit Eric Damain - et de sa sœur, Laurence Debia. Jamais le téléspectateur ne pourra décoller vers le fantastique, qui reste le domaine des écrivains qui n'ont jamais su grandir et qui resteront toujours des enfants naïfs, quel que soit leur âge. »

## DVD et Blu-ray
Ce téléfilm a été édité en DVD par l'INA en 2009, dans la collection Les inédits fantastiques.